# IC 1613
IC 1613 — галактика типу IBm (змішана іррегулярна витягнута галактика) у сузір'ї Кит.
Цей об'єкт міститься в оригінальній редакції індексного каталогу.